# José María Martín de Herrera y de la Iglesia
José María Martín de Herrera y de la Iglesia (Aldeadávila de la Ribera, 26 agosto 1835 – Santiago di Compostela, 8 dicembre 1922) è stato un cardinale e arcivescovo cattolico spagnolo.

## Biografia
Nacque a Aldeadávila de la Ribera il 26 agosto 1835.
Papa Leone XIII lo elevò al rango di cardinale nel concistoro del 19 aprile 1897. La berretta cardinalizia fu consegnata dal Cameriere Segreto di Sua Santità Mons. Péter Vay con don Nazareno Patrizi, segretario della pontificia ablegazione.
Morì l'8 dicembre 1922 all'età di 87 anni.

## Genealogia episcopale e successione apostolica
La genealogia episcopale è:
- Cardinale Scipione Rebiba
- Cardinale Giulio Antonio Santori
- Cardinale Girolamo Bernerio, O.P.
- Arcivescovo Galeazzo Sanvitale
- Cardinale Ludovico Ludovisi
- Cardinale Luigi Caetani
- Cardinale Ulderico Carpegna
- Cardinale Paluzzo Paluzzi Altieri degli Albertoni
- Papa Benedetto XIII
- Papa Benedetto XIV
- Cardinale Enrico Enriquez
- Cardinale Francisco de Solís Folch de Cardona
- Vescovo Agustín Ayestarán Landa
- Arcivescovo Romualdo Antonio Mon y Velarde
- Cardinale Francisco Javier de Cienfuegos y Jovellanos
- Cardinale Cirilo de Alameda y Brea, O.F.M.Obs.
- Cardinale Juan de la Cruz Ignacio Moreno y Maisanove
- Cardinale José María Martín de Herrera y de la Iglesia

La successione apostolica è:
- Cardinale Victoriano Guisasola y Menéndez (1893)
- Vescovo Severo Araújo y Silva (1906)
- Vescovo Juan José Solís y Fernández (1907)
- Vescovo Valentín García y Barros (1907)
- Vescovo Ramón Fernández y Balbuena (1911)
- Patriarca Leopoldo Eijo y Garay (1914)